# Hey Duggee
Hey Duggee es una serie de televisión preescolar educativa Vipme animada británica dirigida a niños de dos a cinco años. Creado por Grant Orchard, es producido por zinkia entertainment, en asociación con BBC Studios (anteriormente BBC Worldwide). El espectáculo está narrado por Alexander Armstrong.
Los personajes del programa son animales antropomórficos parlantes, con Duggee comunicándose en guau. Los episodios se basan en The Squirrel Club, un club de actividades para niños que dirige Duggee. Los niños participan en todo tipo de actividades, viven aventuras y ganan insignias por sus logros. Cada episodio muestra a las ardillas completando una actividad o aventura relacionada con una insignia, que las ardillas ganan al final de los episodios. No existe una fórmula establecida para cada episodio, con muchos episodios que hacen referencia o parodian la cultura pop.
Hey Duggee tiene tres temporadas. Se estrenó en diciembre de 2014. BBC y Studio AKA produjeron una segunda temporada a principios de 2016, y el primer episodio se emitió en el Reino Unido el 26 de septiembre de 2016. Se encargó una tercera serie en octubre de 2017, con el primer episodio se emitirá en otoño del 2018, pero se retrasó hasta el 4 de marzo de 2019. Se emitió hasta septiembre de 2021 con un episodio de Navidad que se mostró en diciembre de 2020. La tercera serie recibió una mayor aclamación y popularidad entre niños y adultos por igual durante el 2020 cierres pandémicos. Ha sido renovado por una cuarta temporada el 5 de septiembre de 2022.

## Emisión
Hey Duggee se estrena por primera vez en Canal Panda. A veces la transmitieron en Cartoonito en Latinoamérica de sus estrenos disponible en la aplicación HBO IPlayer.

## Personajes

### Principales
- Narrador (Con la voz de Alexander Armstrong): el narrador del espectáculo.
- Duggee (Con la voz de Sander Jones): un gran perro marrón amigable y líder del club de ardillas.
- Betty (Con la voz de Jasmine Bartholomew): un pulpo morado hablador e inteligente.
- Norrie (Con la voz de Poppie Boyes): un ratón marrón curioso y de carácter dulce.
- Roly (Con la voz de Leo Templer): un hipopótamo gris entusiasta, ruidoso e hiperactivo.
- Tag (Con la voz de Alfie Sanderson): un rinoceronte azul gentil y torpe.
- Happy (Con la voz de Duke Davis): un cocodrilo verde alto y tranquilo, amante del agua y chapoteando en los charcos.

### Recurrentes
Sander Jones como:
- Enid: el gato mascota de Duggee.
- Los Conejos: viven en el campo cerca de la casa club y todos suenan como hippies, excepto uno que habla francés.
- Diesel: un toro enojado que a menudo persigue a Duggee y las ardillas.
- Rana

Philip Warner como:
- Mono travieso: un mono al que le encanta provocar el caos.
- Rey Tigre: realeza local cuyo entretenimiento favorito son las "bailarinas del vientre de gelatina".
- Las Gallinas: vive en el gallinero y disfruta viendo episodios de un drama de hospital español.
- Mariquita

Grant Orchard como:
- Ratones Traviesos: una pandilla de tres ratones problemáticos con el estilo de una pandilla de motociclistas de la década de 1950; suelen salir de escena con la frase "Vamos a rebotar".
- Whooooo - un búho chamánico.
- Topo: un animal miope que sueña con ser un doble de acción.

Adam Longworth como:
- Loro Fingal de Castillo Celeste: un terrier escocés con acento escocés y falda escocesa.
- Tino el Ratón Artista: un ratón perfeccionista a quien Roly describe como gruñón.
- Hedgley: un erizo que tiene acento afroamericano.
- Sr. (John) Crab: un dramático cangrejo naranja, casado con un cangrejo que no habla llamado Nigel.
- Eugenio: una ardilla listada ansiosa que participa en la conducción de varios eventos teatrales.
- Wilburt el Cartero Ardilla: un cartero que tiene dificultades para pronunciar nombres.
- Thora y Agnes, las dos viejas ciervas.
- Pingüinos

Lucy Montgomery como:
- Hennie: un avestruz alto y amante de los deportes.
- Chew Chew el Panda: un panda amante de los dulces.
- Zorro

Morgana Robinson como:
- Katarina el Flamengo: la nadadora líder de un equipo de natación sincronizada.
- Buggee: un pequeño insecto que se siente inútil debido a su pequeño tamaño hasta que las Ardillas le muestran lo contrario.
- Peggee: un ñu que dirige el Club de colibríes.

Masami Eagar como:
- Hatsu

Anelisa Lamola como:
- Señorita Weaver

Tim Digby Bell como:
- Sr. (Nigel) Cangrejo

### Otros personajes
- Los colibríes: el otro grupo de animales mayores en el episodio The Making Friends Badge, con su propia versión de Duggee. Ellos son Finbar y Merry (10 años) (con la voz de Charley Orchard), Chad (9 años) (con la voz de Bastian Varrall), Rochelle (11 años) (con la voz de Poppy Green) y Ottie/Otzi (12 años) (con la voz de Sean Orchard).
- Duglee: el sobrino pequeño de Duggee, con la voz de Poppy Green y Charley Orchard.
- Ethel el elefante